# Brede lathyrus
De brede lathyrus (Lathyrus latifolius) is een plant uit de vlinderbloemenfamilie. Het is een vaste klimplant met breedgevleugelde, 0,6-3 m lange stengels die over de grond kruipen of klimmen als ze een steun hebben gevonden. De steunblaadjes zijn 3-6 cm lang, lancet- tot eirond of halfspiesvormig en meer dan half zo breed als de stengel. De bladeren hebben een gevleugelde bladsteel en bestaan uit twee lintvormige tot eironde of elliptisch-ronde, 4–15 cm lange, vijfnervige, blauwgroene blaadjes.
De brede lathyrus bloeit van mei tot augustus. De bloemen groeien met vijf tot vijftien stuks in trossen. De bloemkroon is karmijnrood en 2–3 cm lang. De kelktanden zijn ongelijk van lengte. De vruchten zijn 5-11 cm lange, gladde, bruine peulvruchten.
De brede lathyrus komt voor in Midden- en Zuid-Europa tot in Noord-Frankrijk en het Middellandse Zeegebied. In België, Duitsland en Engeland is de soort ingeburgerd. Hij komt voor in graslanden, wegbermen en struikgewas.
Deze soort is ook als sierplant in cultuur. Hij kan temperaturen tot -25 °C weerstaan. Als snijbloem is hij niet geschikt, omdat de bloemen in een vaas te snel verwelken.